# کاوائوچی، آئوموری
کاوائوچی، آئوموری (به لاتین: Kawauchi) یک منطقهٔ مسکونی در ژاپن است که در ناحیه توهوکو واقع شده‌است. کاوائوچی ۵٬۳۰۹ نفر جمعیت دارد.